# Iberische berghagedis
De Iberische berghagedis, ook wel West-Iberische berghagedis (Iberolacerta monticola) is een hagedis uit de familie echte hagedissen (Lacertidae).

## Naam en indeling
De wetenschappelijke naam van de hagedis werd voor het eerst voorgesteld door George Albert Boulenger in 1905. Oorspronkelijk werd de wetenschappelijke naam Lacerta monticola gebruikt. Lange tijd behoorde de soort tot het geslacht Lacerta. Later werd de hagedis tot het geslacht Archaeolacerta gerekend.
De soortaanduiding monticola betekent vrij vertaald 'berg-bewoner'. Er zijn drie ondersoorten, inclusief de pas in 2014 wetenschappelijk beschreven soort Iberolacerta monticola astur. De ondersoorten verschillen zowel in uiterlijk als verspreidingsgebied.
Het geslacht omvat de volgende soorten, met de auteur en het verspreidingsgebied.
| Naam                              | Auteur                | Verspreidingsgebied   |
| --------------------------------- | --------------------- | --------------------- |
| Iberolacerta monticola astur      | Arribas,& Galán, 2014 | Portugal, Spanje      |
| Iberolacerta monticola cantabrica | Mertens, 1929         | Noordwestelijk Spanje |
| Iberolacerta monticola monticola  | Boulenger, 1905       | Noordwestelijk Spanje |

## Uiterlijke kenmerken
De determinatie van de Iberische berghagedis is niet eenvoudig omdat de kleur en tekening per streek variëren, ondanks 'slechts' drie ondersoorten. Sommige echte hagedissen hebben meer dan 25 ondersoorten. De lichaamslengte bedraagt ongeveer zestien tot twintig centimeter inclusief de lange staart. De vrouwtjes zijn bruin, met een lichtbruine rug en donkere strepen of vlekken op de rug. Het mannetje heeft een witte net-achtige tekening op de donkerbruine rug. In de paartijd is de buik van de man van azuurblauw tot helder groen, op de flanken verschijnen blauwe vlekjes. De juvenielen zijn te herkennen aan de blauwe staart, maar een blauwe staart in de onvolwassen vorm komt wel bij meer soorten voor. De soort wordt vaak verward met de muurhagedis (Podarcis muralis), maar heeft plattere en glimmende schubben.

## Levenswijze
Het voedsel bestaat uit kleine kruipende dieren zoals insecten en duizendpoten. Het is een klimmende soort en eenmaal opgewarmd door de zon is het dier watervlug. De hagedis kan soms ook worden gezien als de bodem nog met sneeuw is bedekt.

## Verspreiding en habitat
De Iberische berghagedis komt voor in Spanje en delen van Portugal. De hagedis leeft in gebergten, veelal boven 1100 meter, waar het dier in tamelijk vochtige biotopen leeft op hellingen, muren en onder stenen. Ook in bosranden en dennenbossen en jeneverbossen komt de soort voor.

## Beschermingsstatus
Door de internationale natuurbeschermingsorganisatie IUCN is de beschermingsstatus 'kwetsbaar' toegewezen (Vulnerable of VU).